# فرودگاه شهرستان گرند مارایس/کوک
فرودگاه شهرستان گرند مارایس/کوک (به انگلیسی: Grand Marais/Cook County Airport) یک فرودگاه همگانی بهره‌برداری هوایی با کد یاتا GRM است که یک باند فرود آسفالت دارد و طول باند آن ۱۲۸۰ متر است. این فرودگاه در کشور ایالات متحده آمریکا قرار دارد و در ارتفاع ۵۴۸ متری از سطح دریا واقع شده‌است.